# Dorothy Eady
Dorothy Louise Eady (16 de janeiro de 1904 – 21 de abril de 1981), de alcunha Omm Sety ou Om Seti (em árabe: أم سيتي), foi uma escritora e egiptóloga britânica; guardiã do Templo de Abidos de Seti I e desenhista do Departamento de Antiguidades Egípcias. Ficou conhecida por sua crença de que em vida passada foi sacerdotisa no antigo Egipto e, por notável pesquisa histórica em Abidos. 
A sua vida e obra foram tema de muitos artigos, documentários de televisão e biografias. Especulações ao longo dos anos concentraram-se nas suas incríveis habilidades e conhecimentos da Era Faraônica. A particularidade conhecida pela sua crença de que numa vida anterior Dorothy havia sido uma sacerdotisa de Ísis, considerada pelo New York Times como "uma das histórias modernas de reencarnação mais intrigantes e convincentes do mundo ocidental".

## Biografia
Omm Sety nasceu com o nome de batismo Dorothy Louise Eady em 16 de janeiro de 1904, no distrito subúrbio londrino de Blackheath, como filha de Reuben Eady e Caroline May Frost Eady.
Em 1907, um médico a considerou morta após uma queda grave deuma escada aos três anos de idade. Mas voltou a vida e desde então ela informava ter outro lar, reconhecendo o Egito ao ver pela primeira vez as ilustrações na Enciclopédia Infantil de Arthur Mu (Arthur Mu’s The Children Encyclopedia).
Ao visitar o Museu Britânico observou uma fotografia do templo de Seti I (pai de Ramsés, o Grande) na sala de exposições do templo do Novo Reino, a jovem Dorothy gritou: "Lá está minha casa!", mas "onde estão as árvores? Onde estão os jardins?". Ela correu pelos corredores dos aposentos egípcios, onde beijou os pés das estátuas. Em outras visitas ao Museu Britânico conheceu E. A. Wallis Budge, que a encorajou no estudo dos hieróglifos.
No período de 10 aos 12 anos, Dorothy passou muito tempo neste museu. Após escapar de um bombardeio em ma escola de dança em Londres durante a Primeira Guerra Mundial, foi enviada para o condado londrino de Sussex para morar com o avó. Lá encontrou livros sobre o Egito na biblioteca pública de Eastbourne.
Aos 15 anos, recebeu "visitas" do faraó Seti I e teve visões recorrentes de estar em um ambiente egípcio. Assim devido pesadelos e sonanbullismo foi ao hospital psiquiátrico diversas vezes.
Em 1920, Dorothy continuou a visitar museus e sítios arqueológicos na Grã-Bretanha, como o Stonehenge. Aos 27 anos, mudou para Londres e arranjou emprego em uma revista egípcia, onde escrevia artigos e desenhava charges  sobre a independência do Egito em relação à Grã-Bretanha.
Neste período, conheceu um estudante egípcio chamado Imam Abdel Meguid. Após várias conversas, ele propôs o casamento. Assim aos 29 anos, apesar da negação dos pais, ela aceitou e, em 1933 pegou um navio rumo ao Egito.
Dorothy ao chegar no Egito, beijou o solo e disse "voltei para casa para ficar". Ao se casar com uma família egípcia de classe média alta, recebeu o nome de Bulbul (Rouxinol) Abdel Meguid.
Durante os anos no Cairo, ela informou ter passado por várias experiências extracorpóreas. Em 1935, seu marido foi ao Iraque trabalhar como professor, levando a separação, e Dorothy ficou com o filho pequeno Sety Meguid, nome  em homenagem ao rei favorito.
Em seguida, ela arranjou emprego de desenhista no Departamento de Antiguidades (primeira mulher a trabalha no local) junto com o egiptólogo Selim Hassan (descobridor do túmulo da rainha Khentkawes), autor de dez volumes sobre escavações em Gizé, onde credita Dorothy pelos desenhos e revisão de alguns volumes.
Em 1951, ela foi contratada pelo Dr. Ahmed Fakhry, responsável pela pesquisa das pirâmides em Dahshur (Pyramid Research Project at Dahshur). Realizou alguns trabalhos de restauração em túmulos e catalogar os objetos encontrados nos sítios arqueológicos de Dahshur. E ainda ajudava Selim Hassan com suas publicações.
Dorothy decidiu ir para o sítio de Abidos, estabelecendo em Arabet, no berço da montanha Pega-the-Gap. Local que os antigos egípcios diziam levar à Amenti e à vida após a morte. Ali foi chamada de "Omm Sety" (em árabe: "أم سيتي", lit. '"Mãe de Sety"'), costume nas aldeias egípcias a chamar a mãe pelo nome do filho mais velho.
Ela traduziu e catalogou as inscrições nas ruínas do antigo palácio e dos depósitos no local, e preparou plantas da arquitetura do templo de Sety e, ainda localizou o jardim do templo onde dizia ter existido. Passou meses nas ruínas do templo de Ramsés II traduzindo as inscrições.

## Publicações
- 1949: "A Dream of the Past", Egyptian State Tourist Board[3]
- 1970: "A Question of Names", American Research Centre in Egypt, Newsletter 71, pp. 10–15[3]
- 1970: "Some Miraculous Wells and Springs of Egypt", American Research Centre in Egypt, Newsletter 75, pp. 17–22[3]
- 1972: "Warding off an Eclipse", American Research Centre in Egypt, Newsletter 80, pp. 25–27[3]
- 1982: "Omm Sety's Abydos", 1979–80, Journal of the Society for the Study of Egyptian Antiquities.[4][5]
- 1981: "Abydos: Holy City of Ancient Egypt", com H. El Zeini[6][7]
- Survivals from Ancient Egypt[8]↑

- 2007: Omm Sety's Living Egypt: surviving folkways from Pharaonic times. City: Glyphdoctors.[9]

- Pharaoh: Democrat or Despot, with Hanny El Zeini, unpublished Desde 2011.[4]